# Muhammad Míárí
Muhammad Míárí (hebrejsky: מוחמד מיעארי, Muchamad Mi'ari, arabsky: محمد ميعاري, narozen 12. dubna 1939) je izraelský právník, politik a bývalý poslanec Knesetu za stranu Progresivní kandidátka za mír.

## Biografie
Narodil se v obci al-Birva. Vystudoval právo na Hebrejské univerzitě, získal osvědčení pro výkon profese právníka. Patří do komunity izraelských Arabů.

## Politická dráha
V roce 1965 byl jedním ze zakladatelů hnutí al-Ard, roku 1984 spoluzakládal Progresivní kandidátku za mír. V izraelském parlamentu zasedl poprvé po volbách v roce 1984, do nichž šel za Progresivní kandidátku za mír. Stal se členem výboru pro záležitosti vnitra a životního prostředí. Ve volbách v roce 1988 mandát obhájil. Nastoupil pak jako člen do výboru pro vzdělávání a kulturu a výboru pro ekonomické záležitosti. Ve volbách v roce 1992 on ani jeho strana neuspěli. Počátkem 21. století se přidal k formaci Balad.